# Arroyo Leyes
Arroyo Leyes es una comuna argentina del departamento La Capital en la provincia de Santa Fe. 
A 11 km de la capital provincial, Santa Fe de la Vera Cruz. Al norte de la localidad se encuentran el paraje de Rincón Potrero, sobre el arroyo Potreros.
La comuna fue creada el 13 de septiembre de 1990.

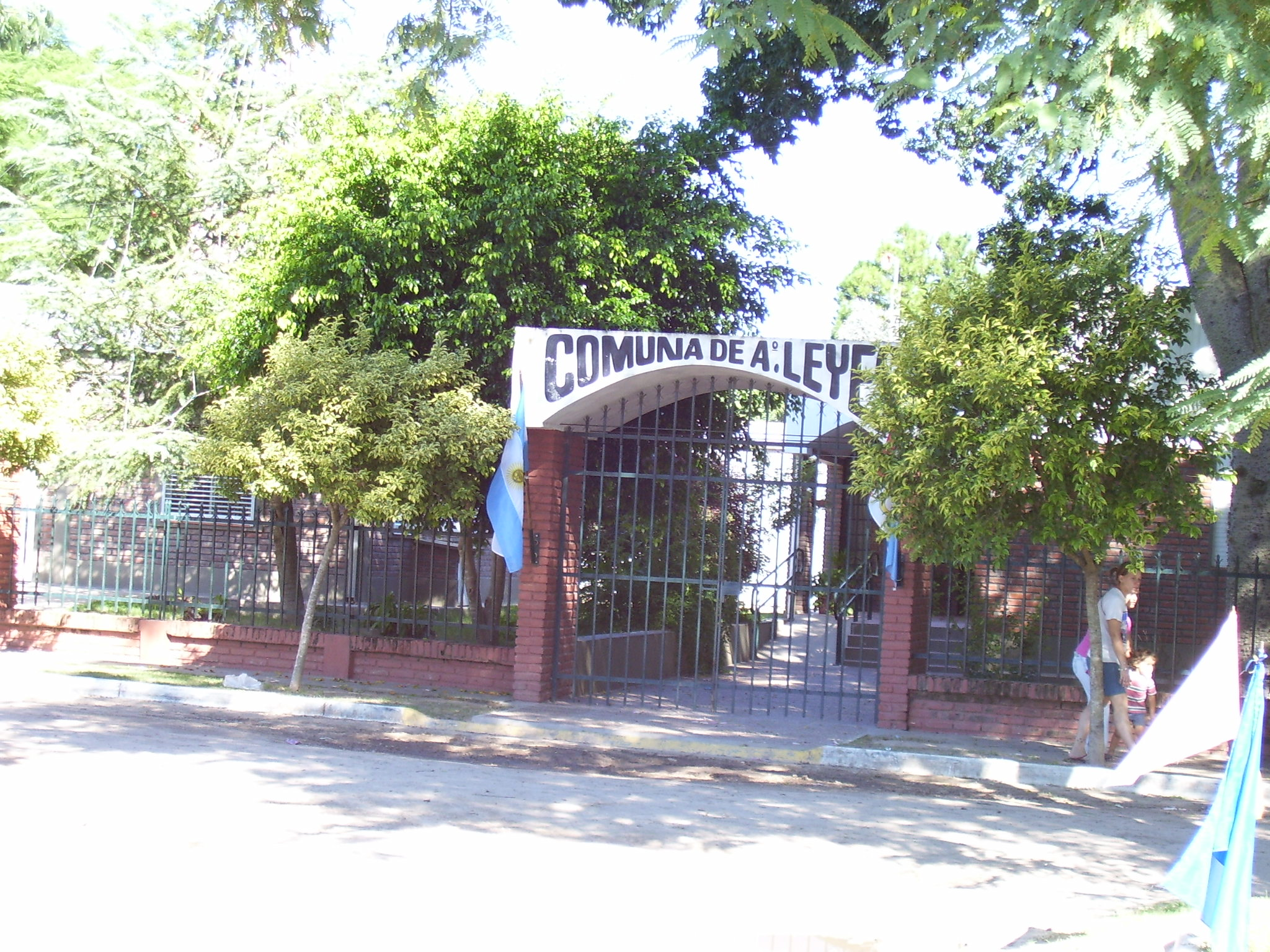
Frente de la Comuna de Arroyo Leyes

## Historia
La localidad de Arroyo Leyes, fue antiguamente conocida como Rincón Arriba, o Rincón Norte. Su origen se remonta a partir del camino a Santa Rosa de Calchines y como extensión del pueblo de San José del Rincón.

## Población
Ya forma parte de esta -con otras localidades- del aglomerado urbano Gran Santa Fe. 
Cuenta con 3,012 habitantes (Indec, 2010), lo que representa un incremento del 25% frente a los 2,241 habitantes (Indec, 2001) del censo anterior.
| Gráfica de evolución demográfica de Arroyo Leyes entre 1991 y 2010 |
|                                                                    |
| Fuente: Censos nacionales del INDEC                                |

. Según registros recientes efectuados por la comuna, hoy cuenta con 7 mil habitantes, es decir más del doble que en 2010. Esto es debido al alto costo de los terrenos en San José del Rincón y Colastiné y también impulsado por los planes Procrear.

## Imágenes

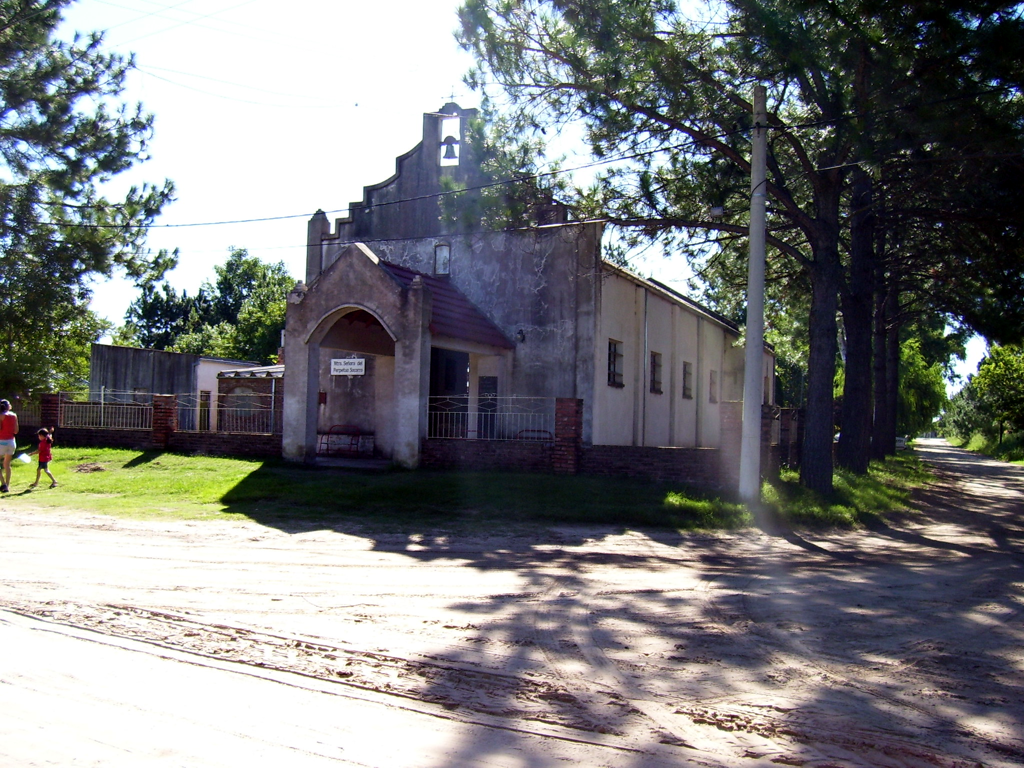
Parroquia Nuestra Señora del Perpetuo Socorro.
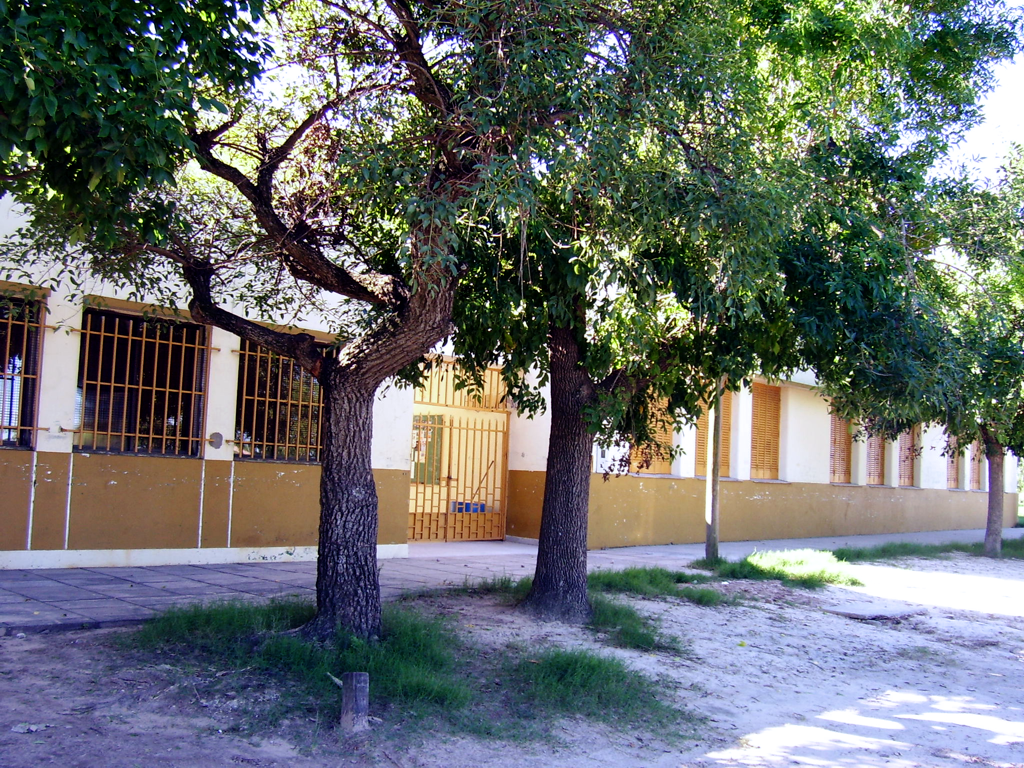
Escuela N° 30 Domingo Guzmán Silva.

## Medios de Comunicación
- FM Voces de la Costa 98.5 MHz.